# Патфайндер (шаттл)

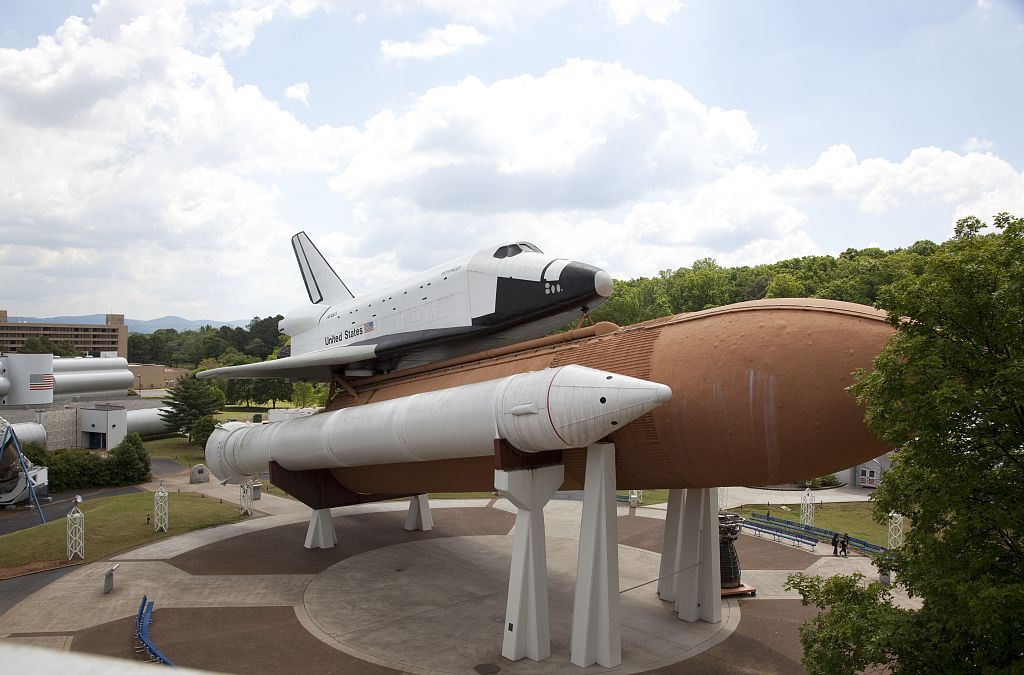
«Патфайндер» в космическом центре города Хантсвилл, штат Алабама

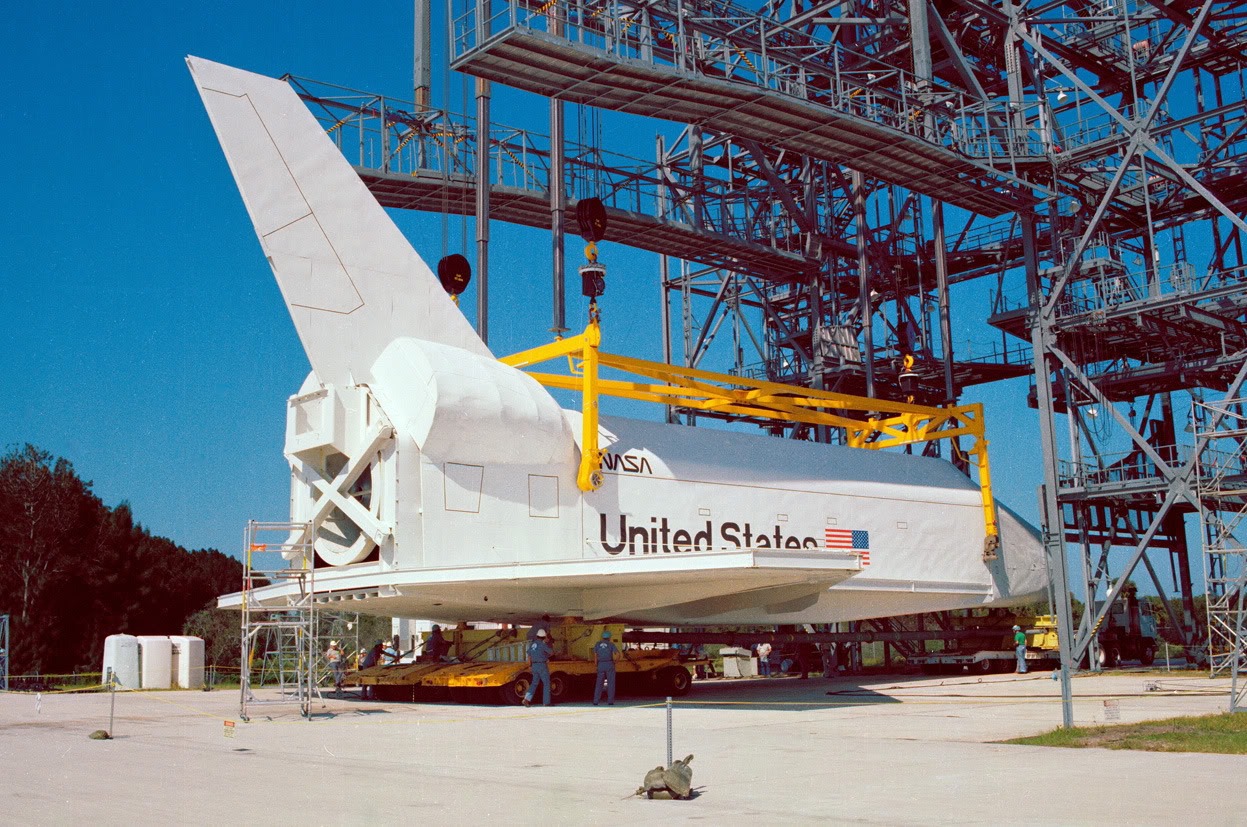
Макет крепится к конструкции «Mate-Demate Device» в Космическом центре Кеннеди во Флориде, 19 октября 1978 года

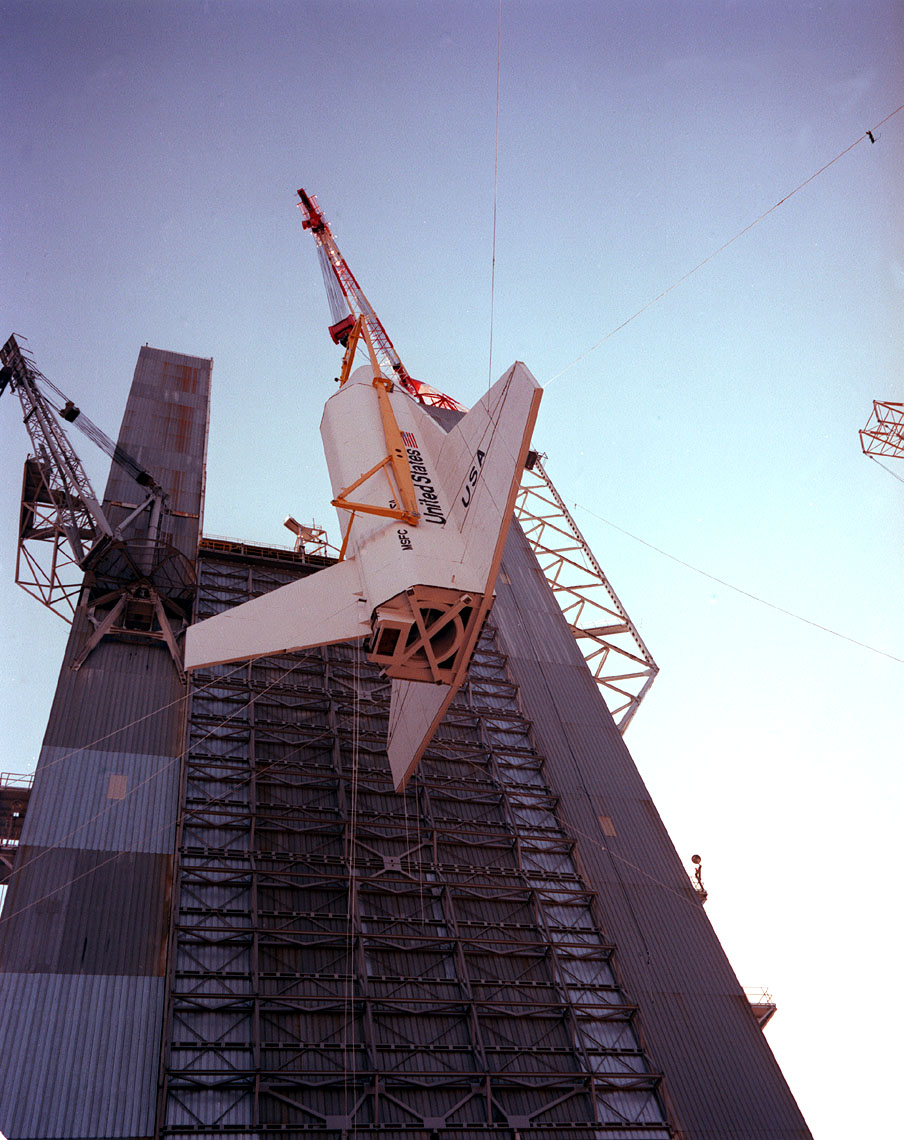
«Пасфайндер» во время подъёма и установки на стенд для динамических испытаний, Хантсвилл, 1977 год

«Патфайндер» (англ. Pathfinder — «первооткрыватель») — габаритно-весовой макет многоразового транспортного космического корабля «Спейс Шаттл» для проверки возможностей монтажа и транспортировки на предполагаемых путях перевозки лётных экземпляров «Шаттлов». В NASA имеет обозначение OV-098 (Orbiter Vehicle Designation). Был создан в 1977 году. В мае 1988 года выставлен в постоянной экспозиции музея Ракетно-космического центра в Хантсвилле (Алабама).

## История
Первоначально безымянный, макет был построен из стали и дерева в Космическом центре Маршалла в 1977 году для испытаний на прочность конструкции, проверки возможности монтажа и транспортировки. Позднее он был отправлен на барже в Космический центр имени Кеннеди для наземных испытаний в Здании вертикальной сборки, зоне служебного обслуживания «Шаттлов» (Orbiter Processing Facility). Этот макет позволял тестировать оборудование, не задействуя другой прототип орбитера — Энтерпрайз, предназначавшийся для испытаний в атмосфере.
После всех испытаний, пробыв некоторое время на хранении, в 1983 году макет был взят в аренду американо-японской фирмой за 1 млн долларов. Он был отреставрирован, получил внешнее сходство с летавшими в космос «Шаттлами». Ему дали название «Pathfinder» и с июня 1983 по август 1984 года он выставлялся в космической экспозиции в городе Токио.
В мае 1988 года «Патфайндер» вернулся в США и был помещен на выставке в Ракетно-космическом центре в Хантсвилле (U.S. Space & Rocket Center, Хантсвилл, штат Алабама). 89-тонный макет установили в едином комплексе с внешним топливным баком и двумя твердотопливными ускорителями.